# Opatovce
Opatovce (ungarisch Vágapáti – bis 1902 Apáti) ist eine Gemeinde in der Westslowakei. Sie liegt sechs Kilometer südwestlich von Trenčín am linken Ufer der Waag.
Der Ort wurde 1311 zum ersten Mal schriftlich als villa Trensciniensis sancti Ypoliti erwähnt, der Name geht auf den Hippolyt von Rom zurück.

## Bevölkerung
| Jahr                | 1994 | 2004    | 2014    | 2024    |
| ------------------- | ---- | ------- | ------- | ------- |
| Anzahl der Personen | 407  | 395     | 401     | 433     |
| Unterschied         |      | −2,94 % | +1,51 % | +7,98 % |

| Jahr                | 2023 | 2024    |
| ------------------- | ---- | ------- |
| Anzahl der Personen | 432  | 433     |
| Unterschied         |      | +0,23 % |